# Drypetes subcubica
Drypetes subcubica là một loài thực vật có hoa trong họ Putranjivaceae. Loài này được (J.J.Sm.) Pax & K.Hoffm. mô tả khoa học đầu tiên năm 1922.